# Diego Cháfer
Diego Cháfer (València, 30 d'agost de 1913 - València, 2 de setembre de 2007) va ser un ciclista espanyol, professional entre 1935 i 1946.
Durant la seva carrera destaca una victòria d'etapa a la Volta a Catalunya de 1939, així com nombroses places d'honor a curses com la Volta a Espanya, la Volta a Catalunya, la Volta a Llevant o el Campionat d'Espanya de ciclisme en ruta.

## Palmarès
- 1939
  - Vencedor d'una etapa de la Volta a Catalunya
- 1940
  - 1r al Circuit Ribera Jalon
- 1943
  - Vencedor d'una etapa de la Volta a Llevant

### Resultats a la Volta a Espanya
- 1941. Abandona (5a etapa)[3]
- 1942. 2n de la classificació general
- 1945. 7è de la classificació general